# Leopold Horacek
Leopold Horacek (* 23. September 1907 in Wien; † 25. Februar 1977) war ein österreichischer Politiker (SPÖ). Er war von 1946 bis 1959 Bezirksvorsteher des 22. Wiener Gemeindebezirks Donaustadt.

## Leben
Nachdem Horacek im Alter von 14 Jahren Mitglied der sozialistischen Jugendorganisation beigetreten war, wurde er auf Grund seiner Mitwirkung im Republikanischen Schutzbund im Karl-Marx-Hof während des Österreichischen Bürgerkriegs zu acht Monaten Kerker und zudem sechs Monate im Anhaltelager Wöllersdorf verurteilt. Auch nach der Machtübernahme der Nationalsozialisten 1938 wurde Horacek mehrmals aus politischen Gründen in Haft genommen. In der Zeit der NS-Diktatur war Horacek ebenfalls einige Male in Haft.
Nach dem Ende des Zweiten Weltkriegs übernahm Horacek zwischen 1946 und 1959 die Funktion des Bezirksvorstehers der Donaustadt.
Horacek wurde auf dem Asperner Friedhof bestattet.

## Anerkennungen
- Nach seinem Tod wurde die zwischen 1975 und 1977 errichtete Wohnhausanlage in der Lenkgasse in Leopold-Horacek-Hof benannt.